# Skupina Vanua Levu

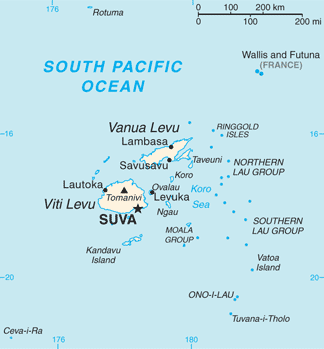
Mapa Fidži

Skupina Vanua Levu je souostroví severního Fidži. Je pojmenována podle svého hlavního ostrova Vanua Levu. Mezi ostatními ostrovy skupiny je nejvýznamnějším ostrovem Taveuni. Ostatními ostrovy jsou Laucala, Matagi, Namena Lala, Qamea, Rabi, a Yadua Taba. Rozprostírají se na rozloze 6199 km² s 140 016 obyvateli podle sčítání v roce 1996.
Skupina Vanua Levu je shodná se Severním obvodem, jedním ze čtyř, mezi které je země rozdělena ze správních důvodů. Spolu s odlehlým souostrovím Lau tvoří Tovata konfederaci, jednu ze tří náčelnických hierarchií.